# Länsväg 356
Länsväg 356 går mellan Älvsbyn och Morjärv, via Boden och Niemisel. Vägen är 119 km lång. Trafiken har huvudsakligen lokal karaktär. Vägen är mestadels 6-7 m bred och har äldre stakning.

## Anslutningar
- Älvsbyn
- Älvsbyn
- Boden
- Boden
- Morjärv

## Planerad utbyggnad[uppföljningsaknas]
Det finns planer på att förstärka vägen så att den bättre tål tung trafik under tjällossningen. Sträckan Bjurå–Avafors byggdes 2015, medan sträckan Åskogen–Degerselet planeras för byggstart 2023.

## Historik
Vid skyltningen 1951 var vägen en del av den långa länshuvudväg 356 mellan Åsele och Karungi. År 1962 blev delen Älvsbyn-Boden en del av riksväg 90, och delen Boden–Karungi blev länsväg 356. Några år senare slopades riksväg 90 mellan Glommersträsk–Boden och sträckan Älvsbyn–Boden–Karungi blev nu 356:ans sträckning. Vägen Morjärv–Karungi degraderades till övrig länsväg år 1985.
Vägen Älvsbyn–Boden är en del av Militärvägen, en väg byggd under 1890-talet Sollefteå–Lycksele–Boden där ingen väg fanns innan. Sträckan Boden-Morjärv–Karungi byggdes i samband med bygget av Haparandabanan 1905-1914.

## Korsningar
|  | Nr | Namn    | Skyltning                             |
|  | -- | ------- | ------------------------------------- |
|  |    |         | Luleå, Arvidsjaur, Älvsbyn            |
|  |    |         | Brännberg                             |
|  |    |         | S Bredåker, Degerbäcken, Heden        |
|  |    |         | Avan, Heden                           |
|  |    |         | Ågärdan                               |
|  |    | Boden   |                                       |
|  |    | Boden   | Avan, Sveafältet                      |
|  |    | Boden   | Jokkmokk; Centrum                     |
|  |    | Boden   | Luleå; Centrum                        |
|  |    | Boden   | Lakaträsk                             |
|  |    | Boden   | Boden, Torpgärdan                     |
|  |    |         | Råneå; Svartbjörnsbyn                 |
|  |    |         | Gunnarsbyn, Sörbyn                    |
|  |    |         | Prästholm                             |
|  |    |         | Råneå; Vuoddas, Niemisel              |
|  |    |         | Fällträsk                             |
|  |    |         | Orrbyn, Ängesträsk                    |
|  |    |         | Krokträsk                             |
|  |    |         | Långsel, Talljärv; Jämtön, Vitå       |
|  |    |         | Talljärv                              |
|  |    |         | Långsel, Långfors                     |
|  |    | Morjärv | Kiruna, Överkalix; Luleå, Töre; Kalix |